# زاک تامپسون
زاک تامپسون (انگلیسی: Zac Thompson؛ زادهٔ ۵ ژانویهٔ ۱۹۹۳) یک بازیکن فوتبال است.